# 16124 Timdong
A 16124 Timdong (ideiglenes jelöléssel 1999 XR85) a Naprendszer kisbolygóövében található aszteroida. A LINEAR projekt keretében fedezték fel 1999. december 7-én.